# レグネンセス

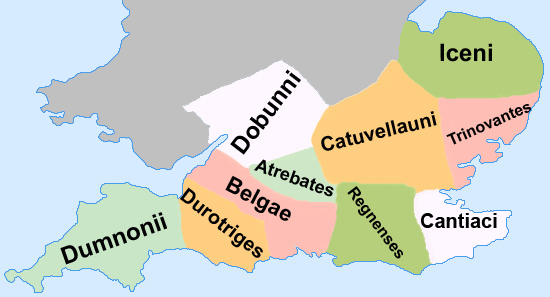
古代イングランド南部のケルト系諸部族

レグネンセス (Regnenses) は、古代のブリテン島南部にあったケルト人の王国で、後にはローマ帝国の属州ブリタンニアにおけるキウィタス (civitas) のひとつとなった。レグニ (Regni)、レギニ (Regini) などとも呼ばれる。その首都ノウィオマグス・レギノルム (Noviomagus Reginorum) は、現代のウェスト・サセックス州チチェスターにあった。ローマ帝国のブリタンニア征服 (Roman conquest of Britain) 以前の段階では、この王国の領土も首都も、アトレバテス族 (Atrebates) の領域の一部となっていたようであるが、あるいは鉄器時代のブリテン島の諸部族 (Iron Age tribes in Britain) による部族連合の一部であったのかもしれない。ローマ帝国による征服の最初期の段階を過ぎると、おそらくは東部のローマ支配地域と西部の未征服諸部族の領域の間に緩衝地帯を設けようとして、ローマ人たちはアトレバス族に従属国として名目上の独立を認めた（en:Roman client kingdoms in Britain）。この王国の統治者はティベリウス・クラウディウス・コギドゥブヌス (Tiberius Claudius Cogidubnus) で、タキトゥスは彼について「コギドゥブヌス王にいくつかのキビタスが献じられた (quaedam civitates Cogidumno regi donatae)」と記し、そのローマへの忠誠について書き記している。チチェスターで出土した1世紀の碑文には、この王のラテン語名が記され、ローマ皇帝クラウディウスないしはネロによってローマ市民権が与えられたことが示唆されている。ローマ帝国の介入の口実となったのは、アトレバテス族の王ウェリカ (Verica) が王位からの追い落されたことにあったが、コギドゥブヌスは、ウェリカの親族であった可能性もある。コギドゥブヌスの死後、王国はローマの直接統治下の属州に組み込まれ、アトレバテス、ベルガエ (Belgae)、レグネンセス（Regnenses  とは、ラテン語で「王国の民」の意）など、いくつかの「キウィタテス (civitates)」に分割された。
このような説は、このキウィタスがレグネンセス (Regnenses) という名であったはずだという前提に立っているが、これは確たる証拠があってのことではなく、多くの言語学者は、地元で呼ばれていたであろうレグニ (Regni) ないしレギニ (Regini) という呼称を支持している。「[『ラヴェンナ・コスモグラフィ (Ravenna Cosmography)』に見える] 複数形属格の部族名称の読み方さえ、偏った決めつけである。.... さらに進んで、これらすべてをレグネンセス、すなわち「王国の民」だったとするのは、無分別という以上の無茶苦茶である。... プトレマイオスに見える部族名には、レグノイ (Regnoi)、リグノイ (Rignoi)、ないし、レギノイ (Reginoi) がある。... これがブリテン島のレギニのとこだったのではないか ... とする説もある。」とジャクソンは述べている。この説についてリヴェットとスミスは、「これは確かに正しい」と支持している 。
同様に、コギドゥブヌスが、それまで元老院議員にしか与えられていなかったレガトゥス（将軍/総督代理）に任じられた、とする説の根拠は、チチェスターで出土した一部破損した碑文に「コギドゥブヌス、王にしてブリタンニアにおける帝国のレガトゥス (Cogidubni regis legati Augusti in Britannia)」と記されているとされることにある。しかし、この碑文は「コギドゥブヌス、ブリタンニアにおける偉大な王 (Cogidubni regis magni Britanniae)」と読むべきものであるようだ。